# Prosvjedi na Tiananmenskom trgu
Prosvjedi na Tiananmenskom trgu dogodili su se u kineskom glavnom gradu Pekingu na Tiananmenskom trgu. 15. travnja i 4. lipnja 1989. Na studentskim prosvjedima se pojavilo čak milijun ljudi. To je bio snažan udarac kineskim komunističkim vlastima, a jezgru tadašnjeg vodstva činili su stariji političari (Deng Xiaoping, Li Xiannian, Chen Yun..). Ovaj događaj nedvojbeno je podijelio kineske vođe jer su neki tražili vojnu intervenciju, a oni umjereniji vođe tražili su pregovore s prosvjednicima. Kineske komunističke vlasti ipak su brutalno reagirale i dogodio se pokolj prosvjednika.
Prosvjednici su zahtijevali demokratizaciju, po uzoru na demokratske promjene u ono vrijeme u istočnoj Europi. Prema kineskoj vladi, ubijeno je između 200 i 300 civila, a 7.000 do 10.000 ozlijeđeno. Prema studentskim organizacijama i kineskom Crvenom križu ubijeno je 2000 do 3000 ljudi. 

## Povezano
- Spomenik žrtvama komunizma u Washingtonu